# Norma Pereira
Norma Petermann Pereira (Brusque, 24 de fevereiro de 1957), é um política brasileira filiada ao Podemos (PODE). Foi vereadora de Canoinhas e assumiu como deputada federal, após Carmen Zanotto se licenciar para exercer o cargo de secretária de Saúde.

## Carreira política

### Vereadora de Canoinhas
Sua primeira eleição foi em 2000, quando se elegeu vereadora. Em 2016, disputou novamente o cargo de vereadora e foi eleita.
Em 2020, disputou a Prefeitura de Canoinhas e obteve 30% dos votos.

### Deputada federal por Santa Catarina
Em 2018, disputou o cargo de deputada federal, ficando como suplente pela coligação PPS/PSDB.
Em 2021, Carmen Zanotto foi nomeada secretária de Saúde, assim a Norma foi convocada para assumir o mandato. A posse foi 31 de março, tornou se a primeira deputada federal de Canoinhas.